# Енріке Пеньяранда
Енріке Пеньяранда дель Кастільо (ісп. Enrique Peñaranda del Castillo, Ла-Пас, Болівія, 15 листопада 1892 — Мадрид, Іспанія, 22 грудня 1969) — болівійський генерал і політик, командувач збройних сил країни протягом другої половини Чакської війни (з 1933 до 1935 року). Пізніше в 1940 році був обраний президентом Болівії та займав цю посаду до перевороту 1943 року.

## Біографія
Енріке Пеньяранда найбільш відомий командуванням болівійською арміє протягом Чакської війни, проте його успіхи є досить сумнівними. Він вважається героєм через прорив парагвайської облоги у Битві при Кампо-Вія, хоча ймовірно його досягнення були перебільшені урядом Даніеля Саламанки для відвернення уваги від величезних військових втрат. Був призначений командувачем болівійської армії в грудні 1933 року, після відставки генерала Ганса Кундта. На посаді командувача Пеньяранда часто вступав у конфлікти з старим президентом Саламанкою (роки правління 1931-34), який був незадоволений військовими успіхами. Протягом командування Пеньяранди постійно відбувалися суперечки щодо призначення офіцерів, що командувач вважав виключно своєю прерогативою. У листопаді 1934 року Саламанка спробував змістити Пеньяранду, що викликало державний переворот у якому крім Пеньяранди взяли участь полковник Давид Торо і майор Ерман Буш, обидва майбутні президенти Болівії. Через воєнний стан, у якому знаходилася країна, вони погодилися на президенство віце-президента Саламанки Хосе Луїса Техади.
Після війни слава Пеньяранда дещо пригасла оскільки країною керували молодші за нього офіцери — Торо і Буша (1936—1939) під час так званого «Військового-соціалістичного експерименту». Проте досвід Пеньяранди у примиренні інтересів між Республіканською партією та військовиками протягом його командування був цінним для цих молодих офіцерів. Після самогубства Буша в 1939, році консерватори об'єдналися перед загрозою отримання влади новими реформістськими силами та створили єдину партію — «Угоду» (Concordancia), що висунула Пеньяранду кандидатом у президенти, сподіваючись на його популярність як героя війни.
Правління Пеньяранди було дуже складним та натикалося на жорстку опозицію. Пропрезидентські сили не мали більшості в парламенті тому він покладався на хитку коаліцію. Економічне становище продовжувало погіршуватися, що викликало численні страйки, що вимагали надзвичайних заходів для збереження порядку. Різанина страйкарів на шахтах Катаві в 1942 році ще більше ослабила положення уряду. На міжнародній арені Пеньяранда був прихильником позиції США у Другій свіовій війні і приймав військові місії союзників. Але важка внутрішня ситуація, незважаючи на міжнародну підтримку уряду, призвела до перевороту 1943 року під керівництвом майора Гвальберто Вільярроеля, що повернув правління консерваторів.
Решту життя Енріке Пеньяранда провів у вигнанні та більше на брав участь в болівійській політиці.
Помер в Мадриді 22 грудня 1969 року.